# Idioma gabi
Kabi Kabi, también llamado Gabi-Gabi/Gubbi Gubbi, o simplemente Gabi, es un idioma de Queensland en Australia, hablado anteriormente por el pueblo Kabi Kabi del sureste de Queensland. El dialecto principal, Kabi Kabi, está extinto, pero todavía hay 24 personas con conocimiento del dialecto Butchulla (también deletreado Batjala, Batyala , Badjala, y variantes), un idioma hablado por la gente Butchulla de la Isla Fraser.

## Palabras
Según Norman Tindale (1974), la palabra Kabi (['kabi]), significa "no".
"Wunya ngulum" significa "Bienvenidos todos" en Kabi Kabi/Gabi-Gabi.

## Estado del idioma
El dialecto principal está extinto, pero todavía había 24 personas con conocimiento del dialecto Batjala (un idioma hablado por la Butchulla gente de Isla Fraser) según el censo australiano de 2016.

## Fonología
Lo siguiente está en el dialecto Badjala/Butchulla:

### Consonantes
|             |             | Labial | Dental | Alveolar | Retrofleja/ Palatal | Velar |
| ----------- | ----------- | ------ | ------ | -------- | ------------------- | ----- |
| Oclusiva    | plain       | b      | d̪      | d        | (ɟ)                 | ɡ     |
| Oclusiva    | tensa       | pː     | d̪ː     |          |                     | kː    |
| Nasal       | Nasal       | m      | n̪      | n        | (ɲ)                 | ŋ     |
| Lateral     | Lateral     |        |        | l        |                     |       |
| Rótica      | Rótica      |        |        | r        | ɻ                   |       |
| Aproximante | Aproximante | w      |        |          | j                   |       |

- / n̪ / siempre se escucha como palatal [ɲ] cuando precede a / i / y en la posición final de palabra.
- / d̪ / se puede escuchar en variación libre con palatal [ɟ].
- /b d̪ ɡ/ puede tener alófonos lenitados [β ð ɣ] en posiciones intervocálicas.
- /ɻ/ tiene un alófono lateral de [ɭ] cuando precede a /b/.
- / ɡ / a menudo se palataliza ligeramente como [ɡʲ] antes de / i /.

### Vocales
|         | frontal | posterior |
| ------- | ------- | --------- |
| Cerrada | i iː    | u uː      |
| Media   | ɛ ɛː    |           |
| Abierta |         | a aː      |

- /aː/ A veces se puede escuchar como [æː] antes /l/.
- /u/ se puede escuchar como [ɔ] cuando precede a una intervocálica /ɻ/.[3]

## ia
1. 1 2  «Census 2016, Language spoken at home by Sex (SA2+)». stat.data.abs.gov.au (en inglés australiano). ABS. Archivado desde el original el 26 de diciembre de 2018. Consultado el 30 de octubre de 2017.
2. ↑  «Say G'day in an Indigenous Language». slq.qld.gov.au/. State Library of Queensland. 2016. Consultado el 28 de diciembre de 2019.
3. ↑  Bell, Jeanie P. (2003)